# Amatoxine
Amatoxines zijn een subgroep van giftige stoffen die aangetroffen worden in de paddenstoelgeslachten Amanita, Lepiota en Galerina en de soort Conocybe filaris. Amatoxines zijn dodelijk in zelfs zeer kleine doseringen. Een halve paddenstoel kan al dodelijk zijn. In tegenstelling tot vele eetbare giften, zijn de amatoxines ongevoelig voor hitte. Zelfs na intensief koken behouden ze hun giftigheid. 

## Structuur
Alle amatoxines hebben een gelijksoortige structuur, namelijk bicyclische octapeptiden. De stoffen werden in 1941 voor het eerst geïsoleerd door Heinrich O. Wieland en Rudolf 
Hallermayer van de Universiteit van München.

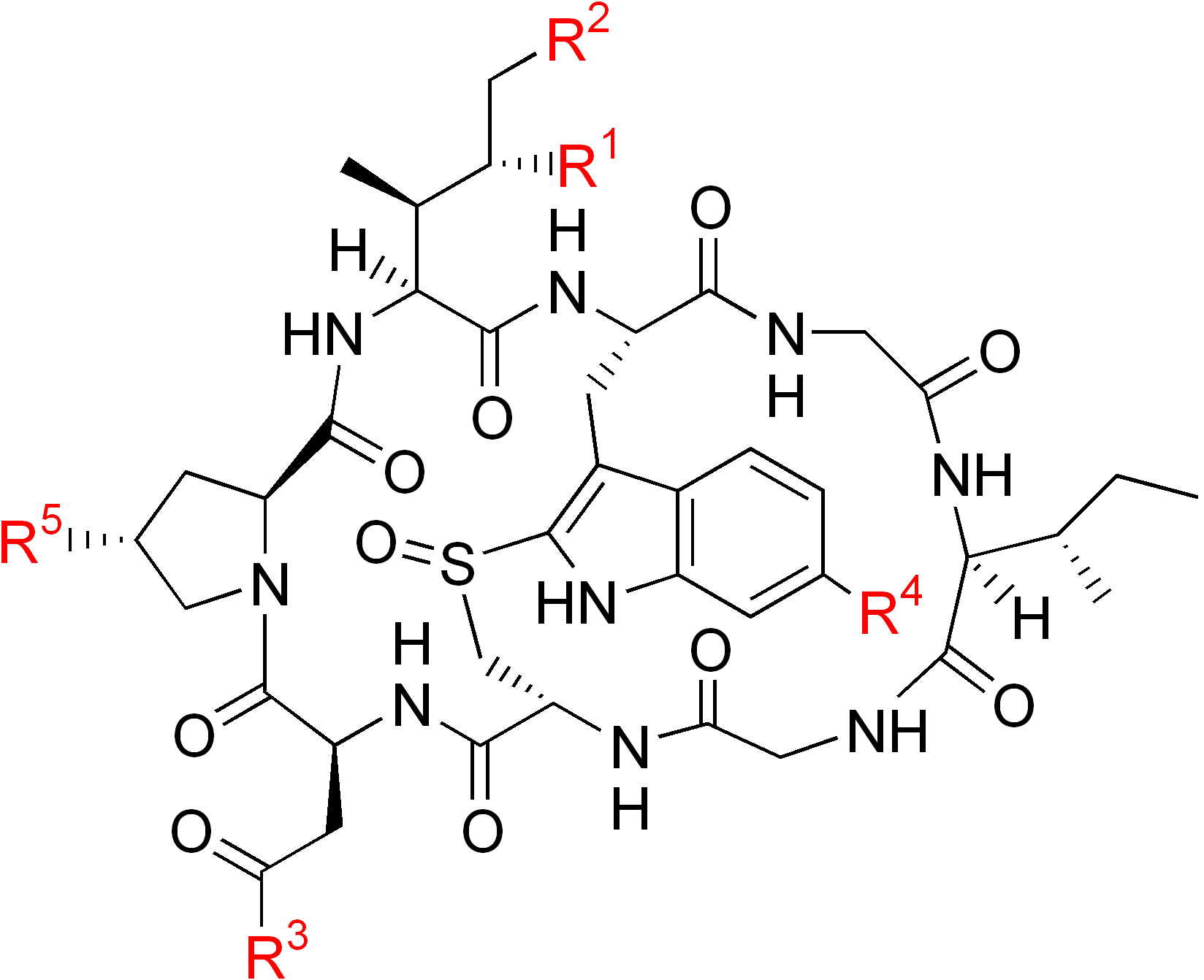
De structuur van de ruggengraat (zwart) is hetzelfde in alle amatoxines. Vijf variabele groepen (rood) bepalen de specifieke stof

Er zijn minstens 9 verschillende amatoxines bekend: 
| Name           | R3  | R2 | R1 | R4 | R5 |
| -------------- | --- | -- | -- | -- | -- |
| α-Amanitine    | NH2 | OH | OH | OH | OH |
| β-Amanitine    | OH  | OH | OH | OH | OH |
| γ-Amanitine    | NH2 | OH | H  | OH | OH |
| ε-Amanitine    | OH  | OH | H  | OH | OH |
| Amanulline     | NH2 | H  | H  | OH | OH |
| Amanullinezuur | OH  | H  | H  | OH | OH |
| Amaninamide    | NH2 | OH | OH | H  | OH |
| Amanine        | OH  | OH | OH | H  | OH |
| Proamanulline  | NH2 | H  | H  | OH | H  |

## Klinische symptomen
De lever is het belangrijkste orgaan dat wordt aangedaan door amatoxine, omdat dit het eerste orgaan is die de stof tegenkomt na passage van de ingewanden. Maar ook andere organen, zoals de nieren zijn gevoelig.
De geschatte minimale dodelijke dosis is 0,1 mg/kg of 7 mg toxine in een volwassene.
Omdat amatoxines snel worden geabsorbeerd door de ingewanden en omdat ze stabiel zijn voor hogere temperaturen komen de giftige effecten in een relatief korte tijdspanne naar voren. De ernstigste effecten zijn hepatitis gecombineerd met necrose en leververvetting, maar ook acute nefropathie, hetgeen samen een ernstig hepatorenaal syndroom veroorzaakt.